# 臨津閣
臨津閣旅遊區（：／ Imjingak Gungmin Gwangwangji）位於大韓民國京畿道坡州市，現已發展為旅遊區，占地6,000坪，包括臨津閣主體建築、臨津閣和平世界、京畿和平中心、臨津閣廣場及各種紀念碑等區域，每年吸引約380萬名國內外旅客到訪。臨津閣距朝鮮半島南北交界的三八線南端約7公里，距臨津江站約500米，附近有可以俯瞰朝鮮民主主義人民共和國的都羅展望台。

## 概要
韓國政府為了慰勞韓戰時離鄉民眾以及祈求統一之願望，會於每年農曆初一在與臨津閣相對的望拜壇舉行「離鄉民祈願祭」。望拜壇前是因韓戰受到破壞的京義線鐵路。由於京義線及自由之橋連通於此，因而成為朝韓極為重要的軍事地點之一。又因1953年雙方曾在臨津閣及望拜壇以北的自由之橋交換戰俘，故此臨津閣亦成為韓戰的歷史景點之一。
- 望拜壇
- 望拜壇（全景）
- 從臨津閣眺望台遠觀望拜壇及自由之橋從臨津閣眺望台遠觀望拜壇及自由之橋

## 旅遊景區

### 臨津閣（主體建築）

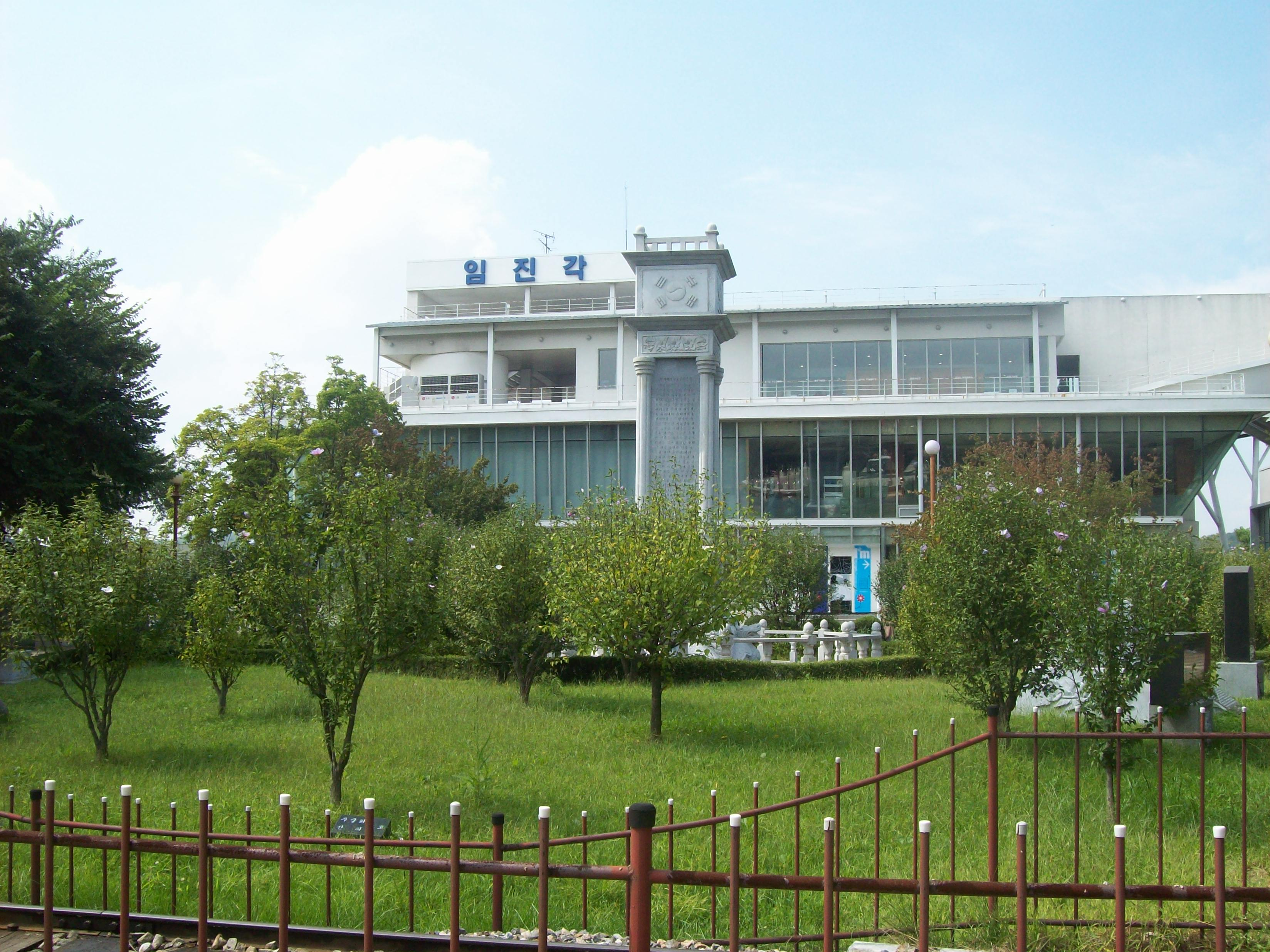
臨津閣主體建築（北面）

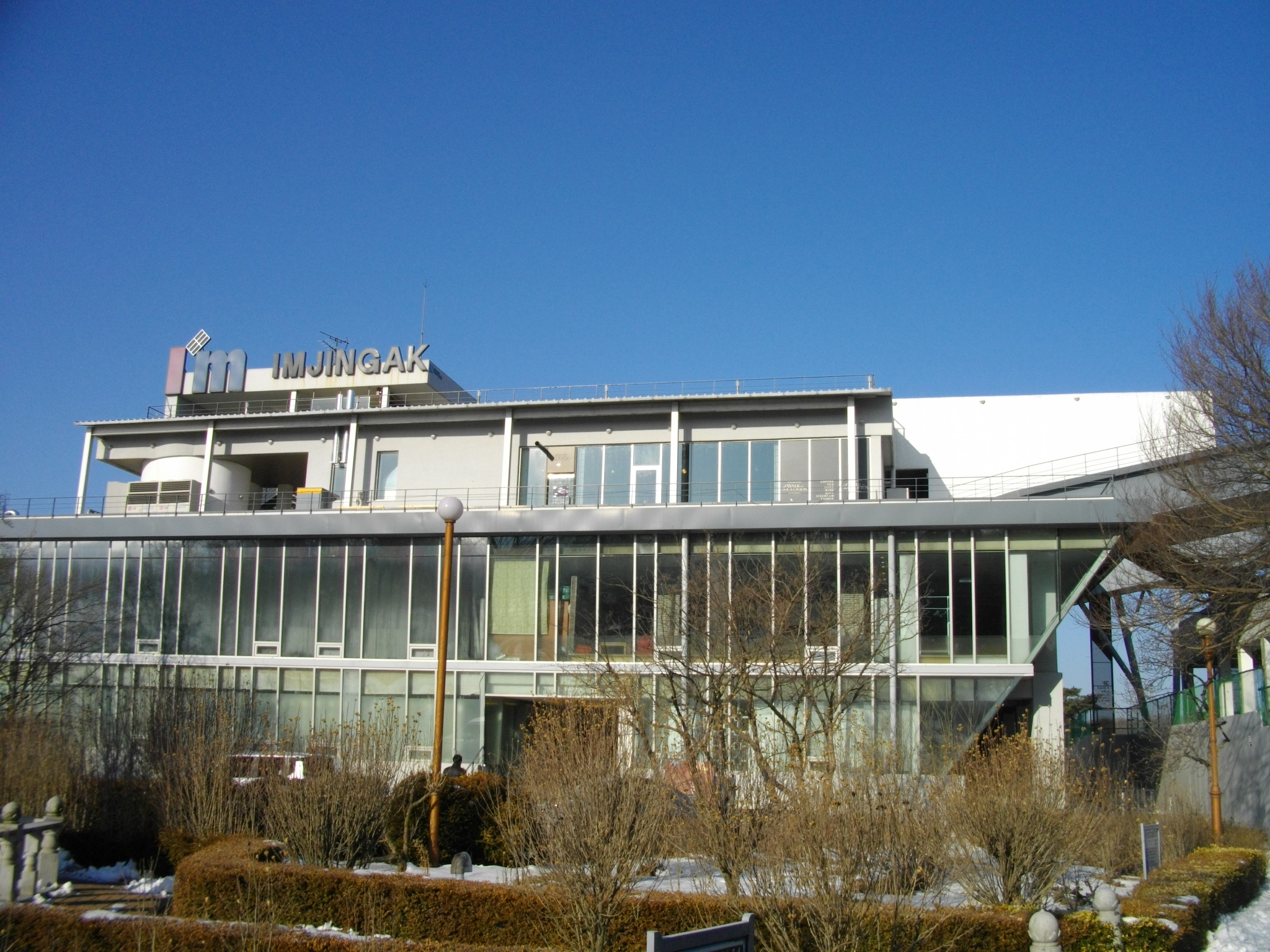
臨津閣主體建築（北面近景）

臨津閣（／ Im Jin Gak）位於貫通朝鮮半島南北的重要河流臨津江流域，北臨望拜壇及自由之橋。主體建築建於1972年，包括地下1層及地上3層，內部設有餐廳及眺望台，亦附設有紀念品商店，出售非武裝地帶（DMZ）的鐵絲網等商品及京畿道旅游紀念品。

### 臨津閣和平世界
臨津閣和平世界（／ Imjinggak: Pyeonghoa-Nuri）
- 音樂之丘：由可容納超過2萬5千名遊客的大型草地和戶外親水公演地構成，會不時舉行跨國界及主題的表演。
- 統一祈願石堆：為了韓半島的統一及幫助北韓兒童，在此堆疊有刻有和平願望訊息的石塊。
- 生命燭光展廳：為幫助全球兒童重拾笑容且健康成長而在此進行募捐，悉數金額捐予聯合國兒童基金會進行相關項目資助。
- 全球化Café「安寧」：結合多民族及多元文化的全球化空間，可讓遊客接觸各類文化資訊及休憩。「安寧」為韓文漢字表記，中文意為「你好」。
- 和平鐘閣（／ Pyeonghwa-ui Jonggak）：於2000年竣工，代表韓國民眾的和平願望。鐘閣設有和平之鐘。

- 和平鐘閣
- 和平鐘閣（全景）
- 和平鐘閣內的和平之鐘

### 京畿和平中心
陳列有朝鮮日常生活用品及圖片資料，播放朝鮮最新近況影片，是傳達和平訊息及認識和平重要性的學習場所。每天10:00至18:00開放，逢週一閉館。

### 臨津閣廣場
展出韓戰時雙方用過的飛機、坦克等12種軍事裝備。

## 非武裝地帶（DMZ）
遊客可通過臨津閣進入控制線地區內之對外開放景點（第3地道、都羅山站、都羅展望台、統一村），此前需憑身份證或護照進行申請，其後可搭乘DMZ觀光接駁車、火車或團體觀光巴士（需接受檢查）遊覽，控制線地區內禁止個人車輛及計程車通行。DMZ觀光接駁車服務於臨津閣現場辦理，30人以上團體可提前預約，逢週一及韓國假日暫停營運。

## 外部連結
- 坡州市政府文化觀光網（简体中文）

臨津閣（简体中文）
第3地道（简体中文）
DMZ参观指南（简体中文）
- 京畿觀光公社（简体中文）

臨津閣和平世界
DMZ非武裝地帶 （简体中文）
- 韓國觀光公社（繁體中文）／韩国旅游发展局（简体中文）

臨津閣觀光地（繁體中文）／臨津閣观光地 （页面存档备份，存于）（简体中文）
第3地道（繁體中文）／第3地道 （页面存档备份，存于）（简体中文）